# Coelioxys nitidicauda
Coelioxys nitidicauda là một loài Hymenoptera trong họ Megachilidae. Loài này được Pasteels mô tả khoa học năm 1968.